# Emperor / Wrath of the Tyrant
Emperor / Wrath of the Tyrant kompilacija je norveškog black metal-sastava Emperor. Diskografska kuća Candlelight Records objavila ju je 28. rujna 1998. Album sadrži pjesme s demoalbuma Wrath of the Tyrant i EP-a Emperor.

## Popis pjesama
| 1. | »I Am the Black Wizards«                | 6.24 |
| 2. | »Wrath of the Tyrant«                   | 4:15 |
| 3. | »Night of the Graveless Souls«          | 3:14 |
| 4. | »Cosmic Keys to My Creations and Times« | 6:22 |

| Wrath of the Tyrant | Wrath of the Tyrant            | Wrath of the Tyrant | Wrath of the Tyrant | Wrath of the Tyrant | Wrath of the Tyrant | Wrath of the Tyrant | Wrath of the Tyrant | Wrath of the Tyrant | Wrath of the Tyrant |
| Br.                 | Skladba                        | Trajanje            |                     |                     |                     |                     |                     |                     |                     |
| ------------------- | ------------------------------ | ------------------- | ------------------- | ------------------- | ------------------- | ------------------- | ------------------- | ------------------- | ------------------- |
| 5.                  | »Introduction« (instrumental)  | 1:09                |                     |                     |                     |                     |                     |                     |                     |
| 6.                  | »Ancient Queen«                | 3:15                |                     |                     |                     |                     |                     |                     |                     |
| 7.                  | »My Empire's Doom«             | 4:31                |                     |                     |                     |                     |                     |                     |                     |
| 8.                  | »Forgotten Centuries«          | 2:49                |                     |                     |                     |                     |                     |                     |                     |
| 9.                  | »Night of the Graveless Souls« | 2:54                |                     |                     |                     |                     |                     |                     |                     |
| 10.                 | »Moon over Kara-Shehr«         | 4:23                |                     |                     |                     |                     |                     |                     |                     |
| 11.                 | »Witches Sabbath«              | 5:40                |                     |                     |                     |                     |                     |                     |                     |
| 12.                 | »Lord of the Storms«           | 2:08                |                     |                     |                     |                     |                     |                     |                     |
| 13.                 | »Wrath of the Tyrant«          | 3:56                |                     |                     |                     |                     |                     |                     |                     |
| 50:47               |                                |                     |                     |                     |                     |                     |                     |                     |                     |

## Zasluge
Emperor
- Samoth – bubnjevi (pjesme 5. – 13.), gitara (pjesme 1. – 4.), glazba
- Ihsahn – vokali, gitara, glazba
- Mortiis – bas-gitara, tekstovi
- Faust – bubnjevi (pjesme 1. – 4.)